# Morgan G. Sanders
Morgan Gurley Sanders (ur. 14 lipca 1878 w pobliżu Ben Wheeler, hrabstwo Van Zandt zm. 7 stycznia 1956 w Corsicana) – amerykański polityk, członek Partii Demokratycznej.

## Działalność polityczna
Od 1902 do 1906 zasiadał w Texas House of Representatives, a w okresie od 4 marca 1921 do 3 stycznia 1939 przez dziewięć kadencji był przedstawicielem 3. okręgu wyborczego w stanie Teksas w Izbie Reprezentantów Stanów Zjednoczonych.